# Pseudotetraploa
Pseudotetraploa är ett släkte av svampar. Pseudotetraploa ingår i familjen Tetraplosphaeriaceae, ordningen Pleosporales, klassen Dothideomycetes, divisionen sporsäcksvampar och riket svampar.
|                 | Tetraplosphaeria |
|                 | |
|                 | Triplosphaeria |
|                 | |
|                 | Polyplosphaeria |
|                 | |
| Pseudotetraploa | \| \| Pseudotetraploa curviappendiculata \| \| \| \| \| \| Pseudotetraploa javanica \| \| \| \| \| \| Pseudotetraploa longissima \| \| \| \| |
|                 | \| \| Pseudotetraploa curviappendiculata \| \| \| \| \| \| Pseudotetraploa javanica \| \| \| \| \| \| Pseudotetraploa longissima \| \| \| \| |
|                 | Quadricrura |
|                 | |
|                 | Pseudotetraploa curviappendiculata |
|                 | |
|                 | Pseudotetraploa javanica |
|                 | |
|                 | Pseudotetraploa longissima |
|                 | |

|  | Pseudotetraploa curviappendiculata |
|  |                                    |
|  | Pseudotetraploa javanica           |
|  |                                    |
|  | Pseudotetraploa longissima         |
|  |                                    |